# William Link
William Link, född 15 december 1933 i Philadelphia, Pennsylvania, död 27 december 2020 i Los Angeles, var en amerikansk manusförfattare, mest känd för skapandet av Columbo tillsammans med Richard Levinson.

## Kort om Link
Link föddes i Philadelphia, Pennsylvania, och under sin skoltid gick han på University of Pennsylvania där han 1956 tog examen. Det var för övrigt under sin skoltid som han träffade Richard Levinson där de gemensamt började intressera sig för film. Efter sin skoltid gick han med i USA:s armé där han tjänstgjorde mellan åren 1957 och 1958. 1980 gifte han sig med Margery Nelson.

### Levinson och Link
Efter examen och det militära flyttade han och Levinson till New York för att satsa på en karriär inom filmbranschen. 1959 kom så deras första film, dramat Chain of Command som handlade om militärlivet. Filmen blev framgångsrik och valdes exempelvis av TV-Guide som den bästa filmen just då. Tack vare framgången med Chain of Command flyttade Link och Levinson 1960 till Los Angeles för att fortsätta sin karriär inom filmbranschen där de kunde teckna ett kontrakt med Four Star Productions. Under 1960-talet skrev de bland annat manus till diverse avsnitt av TV-serien Jagad samt skapade den långlivade deckarserien Mannix (ej visad i Sverige).
Deras absoluta största genombrott kom 1968 i och med att deras Broadwaypjäs Prescription: Murder filmades med Peter Falk i rollen som den påträngande, men klurige, cigarrökande kommissarie Columbo. Efter genombrottet med Prescription: Murder fortsatte de båda med Columbo under 1970-talet och även senare när Columbo gjorde comeback i slutet av 1980-talet. 

#### 1980-talet
Under 1980-talet fortsatte Levinson och Link sina karriärer inom film och TV, och 1984 skapade de serien Mord och inga visor (Murder, She Wrote) efter att ha misslyckats med en liknande TV-serie Ellery Queen 1975. Historierna i Ellery Queen ansågs vara för komplexa och man tonade ner klurigheten i Mord och inga visor så att tittarna fick en bättre chans att lösa mordgåtorna själva. Mord och inga visor blev en sådan succé att den inte lades ned förrän 12 år senare, dock utan Levinson mellan åren 1987 och 1996.
Levinson dog i en hjärtattack 1987 men Link var fast besluten att fortsätta ensam med deras gemensamma verk.